# Euxoa simona
Euxoa simona är en fjärilsart som beskrevs av Mcdunnough 1932. Euxoa simona ingår i släktet Euxoa och familjen nattflyn. Inga underarter finns listade i Catalogue of Life.